# Sciecq
Sciecq település Franciaországban, Deux-Sèvres megyében. Lakosainak száma 663 fő (2022. január 1.). Sciecq Échiré, Niort, Saint-Maxire és Saint-Rémy községekkel határos.

## Népesség
A település népessége az elmúlt években az alábbi módon változott:
| Lakosok száma | 615  | 635  | 655  | 638  | 638  | 637  | 646  | 653  | 663  |
|               | 2013 | 2015 | 2016 | 2017 | 2018 | 2019 | 2020 | 2021 | 2022 |